# قشريات زائفة
القشريات الزائفة (الاسم العلمي:†Pseudocrustacea) هي طائفة منقرضة من مفصليات الأرجل تتبع حاملات الأشفاء.

## التصنيف
- طائفة †القشريات الزائفة
  - رتبة †الجوادف الفوسفاتية
    - †الجوادف الفوسفاتية الحقيقية
      - رتيبة †الهسلاندونيات
        - فصيلة †الهسلاندونات
          - جنس †الهسلاندونة

      - رتيبة †الفستروغوثيات
        - فصيلة †الفستروغوثات
          - جنس †الفستروغوثية